# Вилађо Сан Себастијано (Кампобасо)
Вилађо Сан Себастијано је насеље у Италији у округу Кампобасо, региону Молизе.
Према процени из 2011. у насељу је живело 30 становника. Насеље се налази на надморској висини од 626 м.